# Bernardino Semán González
Bernardino Semán González (Santa Cruz de Tenerife, 1910 - Santa Cruz de Tenerife, 25 de febrer de 1943) fou un futbolista canari de la dècada de 1930.

## Trajectòria
Començà a destacar al club Salamanca de Tenerife, passant a continuació al CD Tenerife. Entre 1929 i 1931 fitxà pel FC Barcelona, on disputà 24 partits, cap d'ells d'oficial. Retornà al CD Tenerife. Després de la guerra civil jugà una temporada al RCD Espanyol, disputant tres partits a la màxima categoria. Retornà al CD Tenerife, on acabà la seva carrera. Va morir l'any 1943, molt jove, a causa d'una infecció respiratòria.